# مایکل سوج
مایکل الن وینر که بیشتر با نام حرفه ایش مایکل سَوِج (انگلیسی: Michael Savage؛ زادهٔ ۳۱ مارس ۱۹۴۲) شناخته می‌شود، مجری رادیو، نویسنده، فعال، متخصص تغذیه و نظرپرداز سیاسی محافظه‌کار آمریکایی است. برنامه گفتگو محور او تا سال ۲۰۱۲ در سطح ملی از شبکه رادیویی گفتگو پخش می‌شد و او در سال ۲۰۰۹ دومین برنامه رادیویی گفتگو محور پرشنونده در سطح آمریکا با ۲۰ میلیون شنونده بود که از ۴۰۰ شبکه رادیویی در سطح آمریکا پخش می‌شد. او دارای کارشناسی ارشد از دانشگاه هاوایی در مانوا گیاه‌شناسی پزشکی و انسان‌شناسی پزشکی، پی اچ دی از دانشگاه کالیفرنیا، برکلی در قوم پزشکی تغذیه ای است. او با نام مایکل وینر کتاب‌هایی در زمینه‌های تغذیه، گیاه‌درمانی، و هومئوپاتی نوشته؛ و با نام مایکل سوج چهار کتاب سیاسی نوشته که به فهرست کتاب‌های پرفروش نیویورک تایمز راه یافته‌اند.
سوج فلسفه سیاسی خود را در سه واژه خلاصه کرده‌است: مرزها، زبان، و فرهنگ. سوج دیدگاه‌های خود را ملی‌گرایی محافظه کار آمریکایی توصیف می‌کند، در حالی که منتقدان آن‌ها را پروندهٔ افراط‌گرایی" خوانده‌اند.
او از نهضت رسمی شدن انگلیسی حمایت می‌کند و معتقد است لیبرالیسم و ترقی‌خواهی در حال انحطاط فرهنگ و هنر آمریکا هستند. با این که برنامه او عمدتاً درون مایه سیاسی دارد او اغلب به موضوعاتی چون پزشکی، تغذیه، ادبیات، موسیقی، فرهنگ، ورزش، روایات شخصی می‌پردازد.